# Change (canção de Hyuna)
"Change" é uma música coreana e o primeiro single da cantora sul-coreana Hyuna. O single marcou a estréia de Hyuna como artista solo, mas ainda fazendo parte do grupo feminino 4MINUTE. Foi lançado como single digital pela Cube Entertainment e pela Universal Music em 4 de janeiro de 2010. As letras foram escritas por Shinsadong Tiger e Jeon Hyewon, que também compôs a música. Para promover a música, Hyuna apareceu em vários programas sul-coreanos de música, incluindo Music Bank, Show! Music Core e Inkigayo. Um videoclipe da música foi lançado em 6 de janeiro.
O single foi um sucesso comercial que atingiu o 2º lugar no Gaon Digital Chart em seu chart semanal e em 5º lugar em seu chart mensal.

## Lançamento
"Change" foi lançado oficialmente em 4 de janeiro de 2010. A música também contou com Jun Hyung do grupo Beast que fez um rap em sua parte.

## Desempenho comercial
"Change" foi um sucesso comercial. A música entrou em 2º lugar no Gaon Digital Chart na edição de 3 a 9 de janeiro de 2010. A música ficou no Top 10 do chart por cinco semanas consecutivas - as primeiras duas semanas em 2º lugar - e um total de quatorze semanas consecutivas no Top 100 do chart.
A música ficou em 5º lugar no Gaon Digital Chart para o mês de janeiro de 2010. No mês de fevereiro, a música ficou em 11º lugar, enquanto no mês de março, em 50º lugar.
O single foi colocado em 86º lugar no Gaon Digital Chart no fim de ano de 2010.

## Apresentações
Hyuna fez sua apresentação de estréia solo de 8 a 11 de janeiro com "Change" no M! Countdown, da Mnet, no Music Bank, da KBS, no Show! Music Core, da MBC e no Inkigayo, da SBS. As Apresentações de "Change" terminaram em março de 2010.

## MV
Em 3 de janeiro de 2010, um teaser do videoclipe foi lançado on-line. O videoclipe completo foi lançado em 6 de janeiro de 2010.
O videoclipe começa com Hyuna dançando em uma cidade escura, ela está vestida com um traje cinza. Então ela se senta em uma cadeira e canta, e então está vestida com um traje preto. O videoclipe tem várias cenas com Hyuna dançando em uma rua escura vestindo um par de jeans e uma blusa preta, e de repente ela está dançando em uma sala vestindo uma saia preta curta com uma "roupa de baixo" vermelha da Calvin Klein e uma camisa preta.
No meio da música, ela está dançando na chuva e no final da música ela está dançando na frente de um fundo branco vestido com um terno branco.

### Controvérsia
Em 14 de janeiro de 2010, o vídeoclipe da música "Change" recebeu uma classificação de 19+ devido à dança provocante de Hyuna, alegando que é inapropriado para menores de idade. A Cube Entertainment declarou que o videoclipe seria reeditado e enviado para aprovação.

## Lista de músicas
Download digital
| N.º | Título                        | Letras                       | Música                       | Arranjo          | Duração |  |
| 1.  | "Change" (com Yong Jun-hyung) | Shinsadong Tiger Jeon Hyewon | Shinsadong Tiger Jeon Hyewon | Shinsadong Tiger | 3:32    |  |

## Paradas musicais

### Paradas semanais
| Parada (2010)                      | Posição |
| ---------------------------------- | ------- |
| Coreia do Sul (Gaon Digital Chart) | 2       |

### Paradas mensais
| Parada (2010)                      | Posição |
| ---------------------------------- | ------- |
| Coreia do Sul (Gaon Digital Chart) | 5       |

### Paradas de fim de ano
| Parada (2010)                      | Posição |
| ---------------------------------- | ------- |
| Coreia do Sul (Gaon Digital Chart) | 86      |